# Tunnel de Sparvo
Le tunnel de Sparvo (Galleria Sparvo en italien) est un tunnel bitube monodirectionnel à double voie emprunté par la Variante di Valico de l'autoroute A1, à hauteur de la ville de San Benedetto Val di Sambro, dans la région d'Émilie-Romagne, en Italie.

## Construction
La construction du tunnel de Sparvo entre Sasso Marconi et Barberino di Mugello fait partie du projet d'extension de la Variante di Valico. La structure du tunnel se compose de deux tubes parallèles, avec un diamètre d'alésage qui établit un nouveau record de taille par creusement mécanisé. Les deux tubes de 2 600 m et de 2 564 m de longueur accueillent chacun une chaussée à deux voies plus une d'urgence. Des sols meubles, dont certains contiennent du gaz de couche, sont localisés sur ce tronçon souterrain de cinq kilomètres.
Afin d'atteindre un haut niveau de sécurité tout en gardant une cadence de creusement rapide, la décision est prise de faire appel à « Martina », le plus grand tunnelier d’Herrenknecht jamais construit, avec un diamètre de 15 550 mm. Compte tenu du méthane attendu, un système anti-déflagration a été adapté sur différentes parties du tunnelier, y compris une bande transporteuse à double paroi chargée d'air comprimé et un système de ventilation efficace. Le véhicule multiservice fourni par la filiale d'Herrenknecht Techni-Métal Systèmes pour le transport de segments est également conçu d'un système anti-déflagration, conformément aux spécifications ATEX,.
Démarré en août 2011 par l'entreprise TOTO Costruzioni Generali, le creusement du premier tube est achevé en juillet 2012, après seulement 12 mois. Le retournement de la machine à 180°, qui intègre un système de « back-up », a pris quelques mois et le deuxième percement a pu démarré en décembre 2012 pour un délai d’excavation de seulement 8 mois, le 29 juillet 2013. Les cadences moyennes d’avancement ont été de 24 mètres par jour, soit 126 mètres par semaine, une performance remarquable si on la compare au 80 à 90 cm creusés sur une journée en utilisant des méthodes d'excavation classiques.
Cela traduit la fiabilité et la haute technicité de ce tunnelier de l'entreprise Herrenknecht à pression de terre, qui avec son diamètre record de 15,55 mètres, est le plus grand tunnelier au monde à avoir achevé avec succès le creusement ce tunnel. Mais le tunnel n'est que l'un des 44 tunnels du projet, et ce record n'a tenu qu'un certain temps car un autre ouvrage de ce type, le Santa Lucia, long de 7,7 km, soit trois fois plus que le Sparvo, a été construit sur le tronçon final de l'autoroute, non loin de Florence, suivant la même technique.